# St.-Lidwina-Basilika

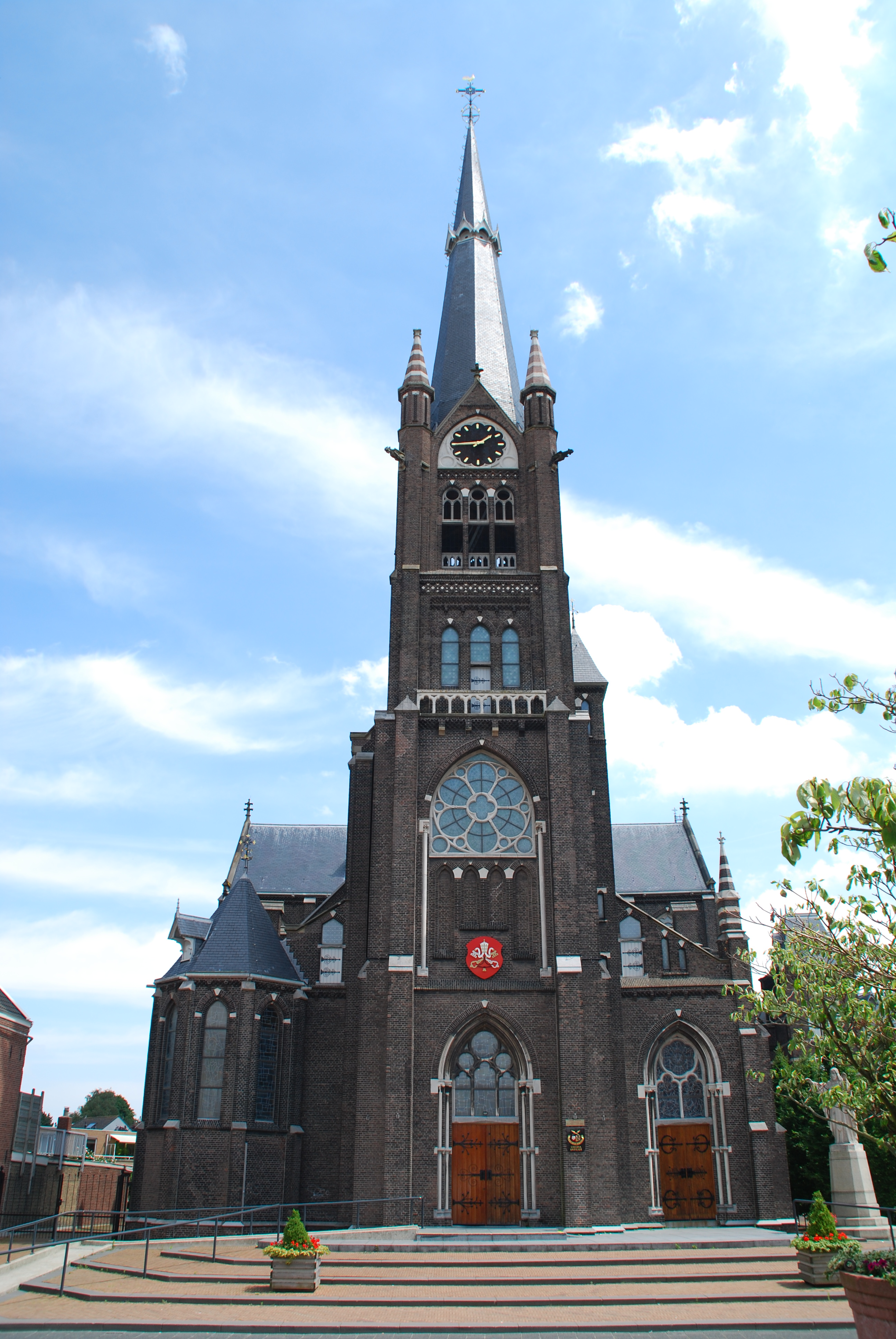
Turmansicht der Basilika

Die Basilika St. Lidwina und Unserer Lieben Frau vom Rosenkranz (niederländisch Basiliek van de H. Liduina en Onze Lieve Vrouw van de Rozenkrans) ist eine römisch-katholische Kirche in Schiedam, Niederlande. Die Kirche ist vor Ort unter den Namen Singelkerk und St. Liduinabasiliek bekannt. Die zum Bistum Rotterdam gehörende Kirche trägt den Titel einer Basilika minor und Rijksmonument geschützt.

## Geschichte
Die Kirche wurde 1881 als Filialkirche der Pfarre Johannes der Täufer in Gebrauch genommen. In 1896 wurde die Gemeinde durch Abpfarrung selbstständig. Nach dem Abriss der alten Liduinakerk am Nieuwe Haven im Jahr 1968 wurde die Reliquie der heiligen Lidwina von Schiedam in die Kirche an der Singel übertragen. 1980 wurde das Bauwerk zum Nationaldenkmal erklärt. Am 18. Juni 1990 erhob Papst Johannes Paul II. die Kirche zur Basilica minor. Von 1994 bis 1999 fand eine umfangreiche Restaurierung statt.

## Architektur

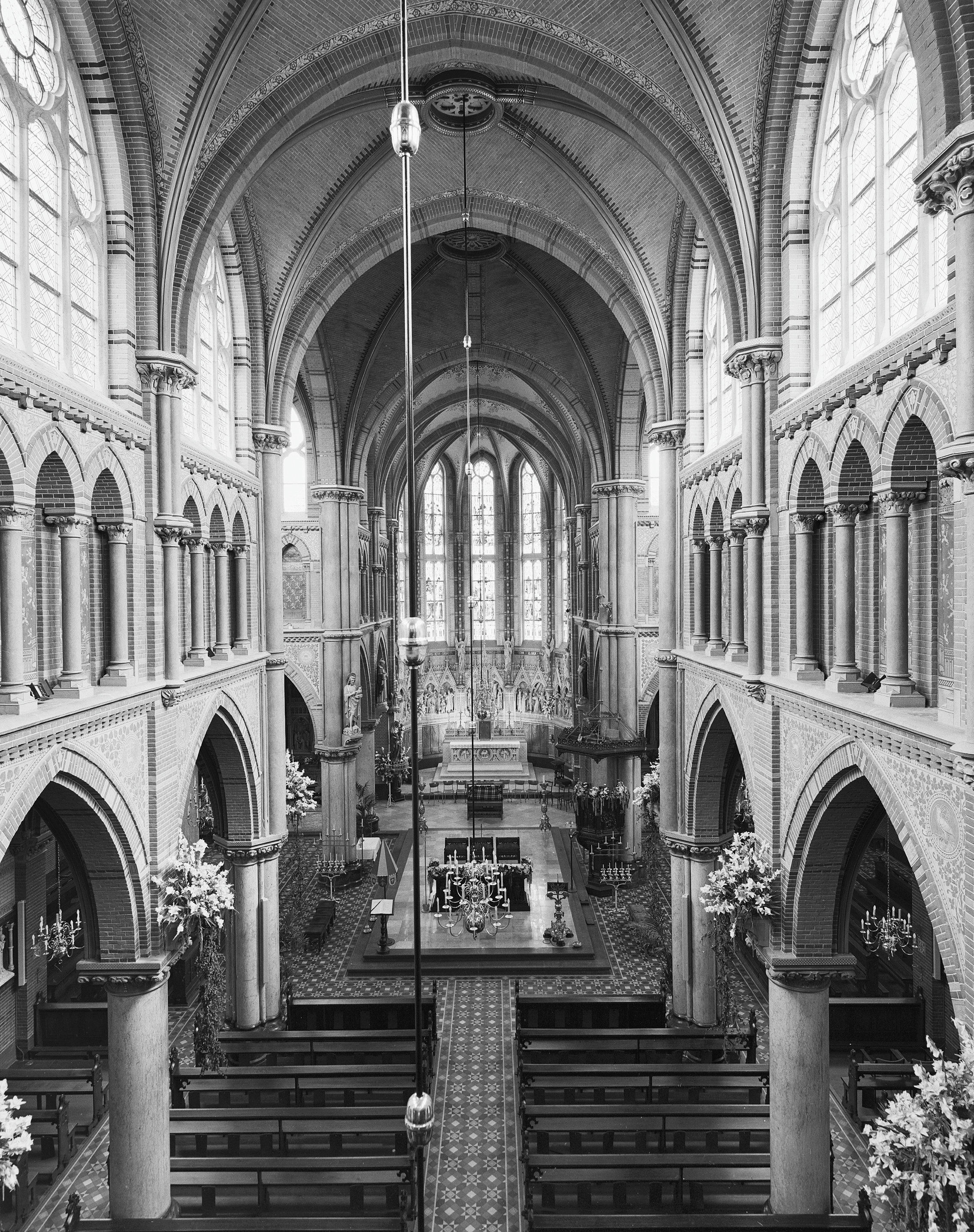
Choransicht der Basilika

Die Basilika wurde in den Jahren 1878 bis 1881 als neugotische Kirche erbaut nach einem Entwurf von Evert Margry, einem Schüler von Pierre Cuypers. Auf dem Grundriss einer Kreuzkirche wurde das Gebäude aus Backstein in Form einer Basilika mit zwei niedrigen Seitenschiffen und Obergaden errichtet. Der Turm mit seinem großen Rosettenfenster und Zeltdach steht auf der Westseite, der Chor wird mit einer fünfseitigen Apsis abgeschlossen. Die Decken sind mit Kreuzrippengewölben versehen. Auf der Vierung des Satteldachs steht ein Dachreiter.
Der Innenraum besitzt umfangreiche, häufig florale Dekorationen in Malerei und Skulptur, ausgeführt vom Atelier Margry & Snickers, so zum Beispiel Blattkapitelle an den Säulen. Weiterhin werden die Geheimnisse des Rosenkranzes dargestellt, außerdem auch das Leben der Lidwina und des Antonius. Ein Altar zeigt Szenen aus dem Alten und Neuem Testament, welche auch in den Bleiverglasungen zu finden sind.